# Винтри
Ви́нтри (эст. Vintri) — деревня в волости Сааремаа уезда Сааремаа, Эстония.
До реформы местных самоуправлений 2017 года входила в состав волости Салме.

## География и описание
Расположена в юго-западной части острова Сааремаа, на полуострове Сырве, в 30 км от волостного и уездного центра — города Курессааре. Высота над уровнем моря — 28 метров.  
Климат умеренный. Официальный язык — эстонский. Почтовый индекс — 93237.

## Население
По данным переписи населения 2021 года, в Винтри насчитывался 21 житель, все — эстонцы.
По данным переписи населения 2011 года, в деревне проживали 18 человек, из них 17 — эстонцы.
Численность населения деревни Винтри по данным переписей населения:
| Год  | 1959 | 1970 | 2000 | 2011 | 2021 |
| ---- | ---- | ---- | ---- | ---- | ---- |
| Чел. | 14   | ↘ 7  | ↗ 9  | ↗ 18 | ↗ 21 |

## История
В источниках 1566 года упоминается Pawell wintermusz, 1592 года — Hans Winter, 1645 года — Winter Pawell.
На военно-топографических картах Российской империи (1846–1863 годы), в состав которой входила Лифляндская губерния, деревня отсутствует. 
В 1977–1997 годах Винтри официально была частью деревни Ансекюла. 
В 1967 году на территории деревни был установлен мемориальный камень с надписью «Бойцам 300 стрелкового полка, принимавшим участие в десантной операции и погибшим здесь в неравном бою с фашистами в октябре 1944 года», посвящённый одному из событий Моонзундской операции советских войск 1944 года. В протоколе от 30 ноября 2022 года рабочая группа по советским памятникам при Госканцелярии Эстонии признала памятник «нейтральным монументом», т. е. не подлежащим демонтажу (см. Список советских военных памятников Эстонии).

## Происхождение топонима
Предположительно, название деревни происходит от добавочного имени крестьянина. В Швеции есть люди с фамилией Винтер (Winter), на Сааремаа в 1645 году было несколько хуторов, носивших название Winter.